# Wah-wah

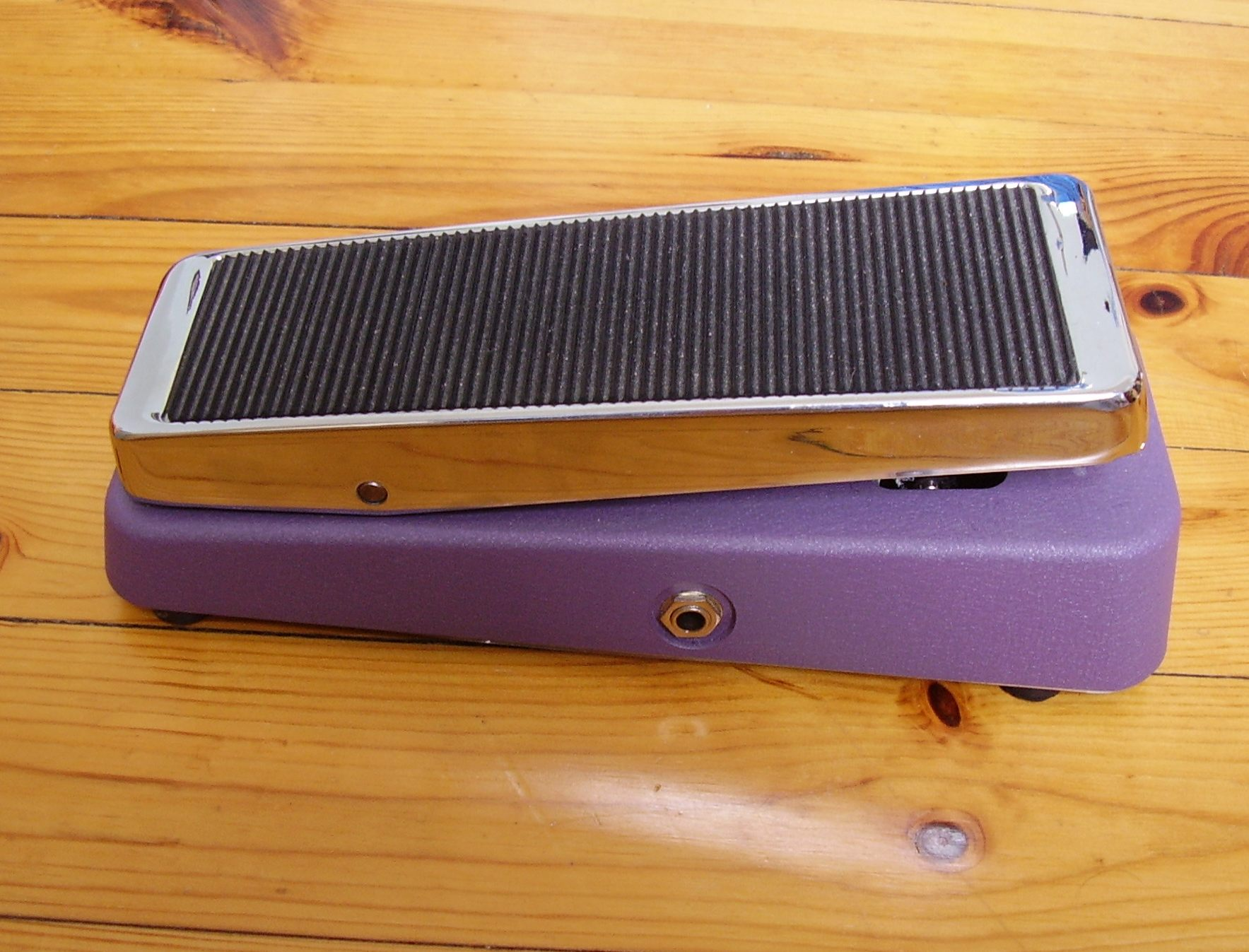
Pedal wah-wah (Bud-Wah).

El efecto wah-wah (o también conocido como simplemente wah) es originalmente un término jazzístico, en uso desde mediados de la década de 1920 (1926) para referirse al sonido producido con el uso de la sordina en la trompeta o el trombón. Más tarde, su uso se extendería a otros instrumentos, ya electrónicos, como el órgano la guitarra eléctrica y el bajo eléctrico, sobre todo a través del pedal wah-wah, que data de finales de la década de 1960.
Como efecto electrónico, consiste en un filtro pasa banda cuya frecuencia central es variable. Cuando esa frecuencia central del filtro varía de un valor bajo a uno alto, produce un sonido similar a una voz humana pronunciando la sílaba "wah", simulando los formantes de la voz humana. A medida que el pedal es presionado, aumenta la amplitud de las frecuencias altas y la de los bajos de la señal que son recortados. Un wah-wah funcionando correctamente no debe alterar el volumen de la señal.

## Tipos de wah-wah
Además del efecto producido originalmente por la sordina, hay dos tipos principales de wah-wah:
- El efecto que es controlado por el guitarrista mediante la manipulación de un pedal con el pie, que mueve el eje estriado de un potenciometro controlando la frecuencia central del filtro.

- El wah-wah automático. En este caso el pie del guitarrista se sustituye por un oscilador de baja frecuencia (LFO, Low Frequency Oscillator) al que se le debe prefijar una serie de modulaciones y ajustes así como variaciones del "tempo" acordes con el ritmo de la pieza musical.

### Con guitarras
Guitarristas como Jimi Hendrix y Leo Fender (Leo, DB) fueron innovadores en el uso de este pedal de expresión, pero fue Chet Atkins quien, en 1961 grabó el primer uso de este pedal en «Boo Boo Stick Beat» con un pedal wah-wah que él mismo construyó.
George Harrison compuso una canción llamada «Wah-Wah» que aparece en su álbum como solista All Things Must Pass. En la canción se puede escuchar claramente la ejecución de este efecto. 
El guitarrista de sesión Big Jim Sullivan también usó un pedal wah-wah en la grabación de 1961 «Sweet Little Sixteen» por Michael Cox. El primer éxito en el Reino Unido en usar un pedal wah-wah fue "The Crying Game" de 1964 por Dave Berry - otra vez interpretado por Sullivan.
Eric Clapton tocó primero el wah-wah con la banda Cream en «Tales of Brave Ulysses» del álbum Disraeli Gears y lo usó para ambos riffs de fondo y un solo extendido en «White Room».
Jimi Hendrix hizo mucho por popularizar el wah-wah a fines de la década de 1960, como se puede escuchar apenas empieza su «Voodoo Child (slight return)» en el álbum Electric Ladyland de 1968. Otra canción del mismo disco, «Little Miss Strange» un efecto de wah-wah percusivo, hecho mediante "mutear" las cuerdas de la guitarra. Hendrix proclamó al guitarrista de blues Earl Hooker como el "maestro del wah-wah".

Este efecto fue después usado por muchos músicos de Funk y Soul a través de los 70, como es notable en «Theme From Shaft», el tema principal que Isaac Hayes compuso para la película Shaft de 1971, con la guitarra de Charles "Skip" Pitts. También Tom Morello es reconocido por usar este efecto en canciones como Bulls on Parade de Rage Against the Machine y Be Yourself de Audioslave.
Un buen ejemplo también del uso del «rasgueo rítmico con pedal wah-wah» lo hizo el guitarrista Melvin "Wah-Wah Watson" Ragin quien lo tocó en notables sencillos para The Temptations como el famoso «Papa Was A Rolling Stone» (1972) que popularizó, junto con el «Theme From Shaft» de Hayes, ese sonido «waka-chuku-waka», típico de las bandas sonoras «Blaxploitation». Watson también impuso su estilo en temas para Martha Reeves y the Pointer Sisters.

### Con otros instrumentos
Los teclistas también han hecho uso del efecto wah-wah en el estudio de grabación y durante presentaciones en vivo, para dar una expresividad especial a sus interpretaciones. Un ejemplo famoso lo ofrece Garth Hudson, quien usó un pedal wah-wah en un clavinet en la canción «Up on Cripple Creek» de The Band para emular un arpa de boca.
El efecto wah-wah ha sido utilizado también en otros instrumentos. Muchas grabaciones de jazz fusión destacan el sonido de instrumentos de viento con el efecto aplicado - la trompeta de Miles Davis es un muy buen ejemplo de ello. Napoleon Murphy Brock tocó un saxofón amplificado a través de un pedal wah-wah para lograr un efecto en la música de la película de Frank Zappa The Dub Room Special, como también en algunos álbumes de Zappa (The Grand Wazoo, entre otros).
También el efecto wah-wah ha sido agregado a los sintetizadores analógicos a partir de los años ‘70, un buen ejemplo de ello es el legendario Yamaha CS-80, el cual incorporó un efecto wah-wah que se podía manejar de manera conjunta con el efecto de expresión a través de un pedal, dicho efecto puede ser apreciado en muchas piezas musicales de Vangelis.
El efecto es también usado por el violín eléctrico. Notables ejemplos son Jean-Luc Ponty, Don "Sugarcane" Harris y Shankar. Todos ellos grabaron en algún momento con Frank Zappa y usualmente se lucieron en largos duelos violín/guitarra con wah-wah.
Geezer Butler, de Black Sabbath, Johnny Christ, de Avenged Sevenfold, Jason Newsted, Robert Trujillo y Cliff Burton de Metallica son ejemplos de bajistas que usan el efecto wah-wah.